# Vera Vetrova
Pour les articles homonymes, voir Vetrova.
Vera Aleksandrovna Vetrova (en russe : Вера Александровна Ветрова) (née Ouliakina le 21 août 1986 à Gorki) est une joueuse de volley-ball russe. Elle mesure 1,80 m et joue au poste de passeuse. Elle totalise 30 sélections en équipe de Russie.

## Clubs
| Club             | De        | À         |
| ---------------- | --------- | --------- |
| Stinol Lipetsk   | 2002-2003 | 2008-2009 |
| Dinamo Kazan     | 2009-2010 | 2010-2011 |
| Dinamo Moscou    | 2011-2012 | 2017-2018 |
| Dinamo Krasnodar | 2020-2021 | …         |

## Palmarès

### Équipe nationale
- Championnat du monde (1)
  - Vainqueur : 2010.

### Clubs
- Coupe de Russie
  - Vainqueur : 2010, 2011, 2013.
  - Finaliste : 2016.
- Championnat de Russie
  - Vainqueur : 2011, 2016, 2017, 2018.
  - Finaliste : 2012, 2014, 2015.
- Supercoupe de Russie
  - Vainqueur : 2017.